# Radio-televizija Srbije
Radio-televizija Srbije, förkortat RTS, (serbisk kyrilliska: Радио-телевизија Србије) är ett public service radio och TV-bolag i Serbien.

## Historia
Den 24 mars 1929 startade Radio Belgrad sina första sändningar. Den 23 augusti 1958 slogs TV Belgrad och Radio Priština (då Radio Belgrad) ihop och bildade Radio-televizija Beograd (RTB). 1992 slogs RTB ihop med Radio-televizija Novi Sad och Radio-televizija Priština och bildade Radio-televizija Srbija.
Idag[när?] bedriver den tre huvudkanaler: RTS1, RTS2, RTS satellit och RTS Digital. RTS distribueras även över satellit för tittare utanför Serbien, Montenegro och Bosnien och Hercegovina som önskar att se kanalen. RTS satellit sänds även i Sverige.
Under Natos flygbombningar av Jugoslavien 1999 slog Nato till mot stationens huvudbyggnad.

## Bilder

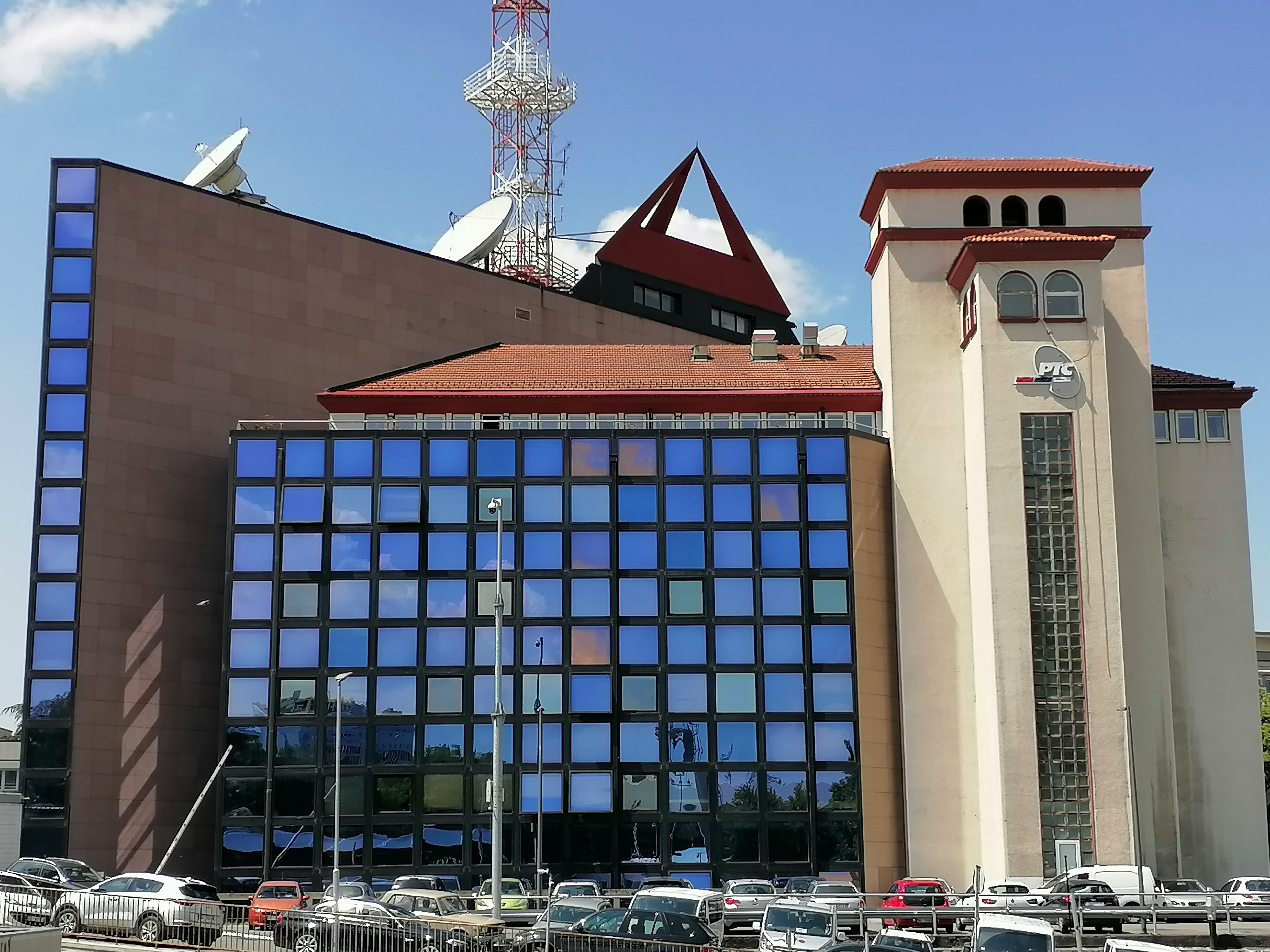
Stationens huvudbyggnad.

### Fotnoter
1. ↑  Sofia Axelsson Sofroniadou, Helena Sjögren (1 april 2022). ”Serbien slits mellan EU och Ryssland” (på svenska). SVT Nyheter. https://www.svt.se/nyheter/utrikes/experten-om-serbiens-roll-i-kriget-i-ukraina-maste-valja-sida. Läst 28 februari 2023.
2. ↑  ”World: Europe Nato defends TV bombing” (på engelska). BBC. 23 april 1999. http://news.bbc.co.uk/2/hi/europe/326653.stm. Läst 25 april 2018.